# Природонаучен музей (Черни Осъм)
Природонаучният музей в Черни Осъм, Община Троян, област Ловеч е основан през 1956 г.
В него са представени растителни и животински видове характерни за Средна Стара планина.

## История
От 1956 г. местният учител по биология Илия Илиев, заедно с ученици започва да събира животински и растителни видове. За нуждите на часовете по биология са препарирани животни, които се срещат в Стара планина. Постепенно колекцията, подредена в коридорите на училището, се разраства и през пролетта на 1976 г. е преместена в нова сграда, която от 1 януари 1977 г. става филиал на Историческия музей в Ловеч, а като самостоятелен музей се оформя през 1992 г.

## Експозиция
Музеят се състои от три експозиционни зали, на които са представени повече от 700 експоната. В първата зала са представени природните забележителности на района, живеещи в Средна Стара планина. Над 12 вида земноводни, 15 вида влечуги, 11 вида риби и над 120 вида птици, могат да се наблюдават в музея днес. Във втората зала, която е разположена на два етажа са експонирани бозайниците от района – глиган, вълк, чакал, дива котка, сърна, благороден елен, елен лопатар. Също така дарената през 2017 г. ентомологична колекция от семейство Щиркови, с над 9 000 екземпляра. В атракционната зала на музея са експонирани едри бозайници, именно там може да се чуят записи от песни на птици, рев на мечка, виене на вълк.
От 2000 г. в музея се помещава Информационен център на Национален парк „Централен Балкан". В него се представя същността на парка и видовото разнообразие на неговата територия.
През 2003 г. в двора на музея е изградена „Зелена класна стая“. В нея са представени меча бърлога, вълчо леговище, алпинеум с планински цветя и кръговратът на веществата в природата.

## Туризъм
Природонаучният музей е част от 100-те национални туристически обекта на Българския туристически съюз. Намира се под № 31.
Село Черни Осъм се намира на 2 km от Троянския манастир, предлага възможност за практикуване на селски туризъм и е изходен пункт към хижа „Амбарица“, както и за кратки туристически маршрути. В селото се намира единственото в България училище за планински водачи.